# Piper oaxacanum
Piper oaxacanum är en pepparväxtart som beskrevs av C. Dc.. Piper oaxacanum ingår i släktet Piper och familjen pepparväxter. Inga underarter finns listade i Catalogue of Life.